# Panamá en la Copa América 2024
La selección de Panamá fue uno de los 16 equipos participantes en la Copa América 2024, torneo continental que se llevó a cabo entre el 20 de junio y el 14 de julio en los Estados Unidos. Fue la segunda participación de Panamá.
Formó parte del Grupo C, junto a Estados Unidos, Uruguay y Bolivia. Avanzó hasta los cuartos de final donde cayó eliminado ante Colombia.

## Clasificación
La selección de Panamá inició su camino a la Copa América desde la primera ronda de la Liga A de la Liga de Naciones de la Concacaf. La fase de grupos se disputó entre septiembre y octubre de 2023, los encuentros de cuartos de final se jugaron en noviembre de 2023 a partidos de ida y vuelta, tras resultar ganador de la llave ante Costa Rica, avanzó a las finales de la Liga de Naciones y clasificó a la Copa América 2024.

### Tabla de posiciones

#### Primera ronda
| Selección         | Pts. | PJ | PG | PE | PP | GF | GC | Dif |
| ----------------- | ---- | -- | -- | -- | -- | -- | -- | --- |
| Panamá            | 10   | 4  | 3  | 1  | 0  | 9  | 2  | +7  |
| Trinidad y Tobago | 9    | 4  | 3  | 0  | 1  | 10 | 9  | +1  |
| Martinica         | 7    | 4  | 2  | 1  | 1  | 2  | 3  | -1  |
| Guatemala         | 4    | 4  | 1  | 1  | 2  | 5  | 7  | -2  |
| Curazao           | 3    | 4  | 1  | 0  | 3  | 6  | 7  | -1  |
| El Salvador       | 1    | 4  | 0  | 1  | 3  | 2  | 6  | -4  |

|  | Clasificados a los cuartos de final. |

### Partidos
| Fecha                    | Lugar               | Jornada                   | Local      | Resultado | Visitante  |
| ------------------------ | ------------------- | ------------------------- | ---------- | --------- | ---------- |
| 7 de septiembre de 2023  | Penonomé            | Liga A - Jornada 1        | Panamá     | 3:0 (1:0) | Martinica  |
| 10 de septiembre de 2023 | Ciudad de Guatemala | Liga A - Jornada 2        | Guatemala  | 1:1 (0:1) | Panamá     |
| 13 de octubre de 2023    | Willemstad          | Liga A - Jornada 3        | Curazao    | 1:2 (0:1) | Panamá     |
| 17 de octubre de 2023    | Ciudad de Panamá    | Liga A - Jornada 4        | Panamá     | 3:0 (1:0) | Guatemala  |
| 16 de noviembre de 2023  | Tibás               | Cuartos de final - Ida    | Costa Rica | 0:3 (0:2) | Panamá     |
| 20 de noviembre de 2023  | Ciudad de Panamá    | Cuartos de final - Vuelta | Panamá     | 3:1 (3:0) | Costa Rica |

## Preparación

### Partidos oficiales
| Liga de Naciones de Concacaf Semifinales; 21 de marzo de 2024 | Panamá | 0:3 (0:2) | México                                    | AT&T Stadium, Arlington  |                          |
| 21:15 (UTC-5)                                                 |        | Reporte   | - Álvarez 40' - Quiñones 43' - Pineda 67' | Árbitro(s): Walter López | Árbitro(s): Walter López |

| Liga de Naciones de Concacaf Tercer puesto; 24 de marzo de 2024 | Panamá | 0:1 (0:1) | Jamaica       | AT&T Stadium, Arlington |                        |
| 17:00 (UTC-5)                                                   |        | Reporte   | Lembikisa 42' | Árbitro(s): Tori Penso  | Árbitro(s): Tori Penso |

| Eliminatorias Concacaf - Segunda ronda Fecha 1; 6 de junio de 2024 | Panamá                         | 2:0 (0:0) | Guyana | Estadio Rommel Fernández, Ciudad de Panamá                   |                                                              |
| 19:30 (UTC-5)                                                      | - Martínez 62' - Rodríguez 65' | Reporte   |        | Asistencia: 8575 espectadores Árbitro(s): Filiberto Martínez | Asistencia: 8575 espectadores Árbitro(s): Filiberto Martínez |

| Eliminatorias Concacaf - Segunda ronda Fecha 2; 9 de junio de 2024 | Montserrat      | 1:3 (0:1) | Panamá                                    | Estadio Nacional, Managua (Nicaragua)                   |                                                         |
| 19:00 (UTC-6)                                                      | Strawbridge 49' | Reporte   | - Welch 40' - Fajardo 61' - Rodríguez 70' | Asistencia: 500 espectadores Árbitro(s): Ismael Cornejo | Asistencia: 500 espectadores Árbitro(s): Ismael Cornejo |

### Amistosos previos
| 29 de mayo de 2024 | Cataluña                 | 2:2 (1:2) | Panamá                    | Estadio Nova Creu Alta, Sabadell |                            |
| 19:00 (UTC+2)      | - Jutglà 11' - Aleñá 50' | Reporte   | - Davis 17' - Góndola 28' | Árbitro(s): García Verdura       | Árbitro(s): García Verdura |

| 31 de mayo de 2024 | Galicia | 0:2 (0:2) | Panamá                          | Estadio de Balaídos, Vigo |                        |
| 20:00 (UTC+2)      |         | Reporte   | - Davis 26' (pen.) - Miller 40' | Árbitro(s): Muñiz Ruiz    | Árbitro(s): Muñiz Ruiz |

| 16 de junio de 2024 | Panamá | 0:1 (0:1) | Paraguay      | Estadio Rommel Fernández, Ciudad de Panamá |                         |
| 17:30 (UTC-5)       |        | Reporte   | Velázquez 25' | Árbitro(s): David Gómez                    | Árbitro(s): David Gómez |

## Plantel

### Lista de convocados
Entrenador:  Thomas Christiansen
| No. | Pos. | Jugador                | Fecha de nacimiento (edad)         | Apa. | Goles | Club                       |
| --- | ---- | ---------------------- | ---------------------------------- | ---- | ----- | -------------------------- |
| 1   | POR  | Luis Mejía             | 16 de marzo de 1991 (33 años)      | 53   | 0     | C. Nacional F.             |
| 2   | DEF  | César Blackman         | 2 de abril de 1998 (26 años)       | 22   | 0     | Š. K. Slovan Bratislava    |
| 3   | DEF  | José Córdoba           | 31 de junio de 2001 (22 años)      | 15   | 0     | P. F. C. Levski Sofía      |
| 4   | DEF  | Eduardo Anderson       | 31 de enero de 2001 (23 años)      | 7    | 0     | Deportivo Saprissa         |
| 5   | MED  | Abdiel Ayarza          | 12 de septiembre de 1992 (31 años) | 28   | 4     | C. Cienciano               |
| 6   | MED  | Cristian Martínez      | 6 de febrero de 1997 (27 años)     | 42   | 1     | Al-Jandal S. C.            |
| 7   | MED  | José Luis Rodríguez    | 19 de junio de 1998 (26 años)      | 48   | 6     | F. C. Famalicão            |
| 8   | MED  | Adalberto Carrasquilla | 28 de noviembre de 1998 (25 años)  | 56   | 2     | Houston Dynamo F. C.       |
| 9   | DEL  | Eduardo Guerrero       | 21 de febrero de 2000 (24 años)    | 11   | 0     | F. C. Zoryá Lugansk        |
| 10  | MED  | Édgar Bárcenas         | 23 de octubre de 1993 (30 años)    | 86   | 9     | Mazatlán F. C.             |
| 11  | DEL  | Ismael Díaz            | 12 de mayo de 1997 (27 años)       | 40   | 10    | C. D. Universidad Católica |
| 12  | POR  | César Samudio          | 26 de marzo de 1994 (30 años)      | 4    | 0     | C. D. Marathón             |
| 13  | MED  | Freddy Góndola         | 18 de septiembre de 1995 (28 años) | 19   | 1     | Maccabi Bnei Reineh        |
| 14  | MED  | Jovani Welch           | 7 de diciembre de 1999 (24 años)   | 17   | 1     | Académico de Viseu F. C.   |
| 15  | DEF  | Eric Davis             | 31 de marzo de 1991 (33 años)      | 90   | 7     | F. C. Košice               |
| 16  | MED  | Carlos Harvey          | 3 de febrero de 2000 (24 años)     | 5    | 1     | Minnesota United F. C.     |
| 17  | DEL  | José Fajardo           | 18 de agosto de 1993 (30 años)     | 47   | 11    | C. D. Universidad Católica |
| 18  | DEF  | Omar Valencia          | 8 de junio de 2004 (20 años)       | 2    | 0     | New York Red Bulls II      |
| 19  | DEF  | Iván Anderson          | 24 de noviembre de 1997 (26 años)  | 10   | 1     | Fortaleza C. E. I. F.      |
| 21  | MED  | César Yanis            | 28 de enero de 1996 (28 años)      | 45   | 3     | A. D. San Carlos           |
| 22  | POR  | Orlando Mosquera       | 25 de diciembre de 1994 (29 años)  | 24   | 0     | Maccabi Tel Aviv F. C.     |
| 23  | DEF  | Michael Murillo        | 11 de febrero de 1996 (28 años)    | 73   | 8     | Olympique de Marsella      |
| 24  | DEF  | Edgardo Fariña         | 21 de septiembre de 2001 (22 años) | 3    | 0     | C. S. D. Municipal         |
| 25  | DEF  | Roderick Miller        | 3 de abril de 1992 (32 años)       | 41   | 2     | P. F. C. Turan Tovuz       |
| 26  | MED  | Kahiser Lenis          | 23 de julio de 2000 (23 años)      | 5    | 2     | Jaguares de Córdoba        |

## Participación
- Los horarios son correspondientes al huso horario de cada sede.

### Partidos
| Fecha       | Ciudad        | Instancia        |          |                     | Resultado |                           |                |
| ----------- | ------------- | ---------------- | -------- | ------------------- | --------- | ------------------------- | -------------- |
| 23 de junio | Miami Gardens | Fase de grupos   | Uruguay  | Bandera de Uruguay  | 3:1 (1:0) | Bandera de Panamá         | Panamá         |
| 27 de junio | Atlanta       | Fase de grupos   | Panamá   | Bandera de Panamá   | 2:1 (1:1) | Bandera de Estados Unidos | Estados Unidos |
| 1 de julio  | Orlando       | Fase de grupos   | Bolivia  | Bandera de Bolivia  | 1:3 (0:1) | Bandera de Panamá         | Panamá         |
| 6 de julio  | Glendale      | Cuartos de final | Colombia | Bandera de Colombia | 5:0 (3:0) | Bandera de Panamá         | Panamá         |

### Fase de grupos - Grupo C

#### Posiciones
| Selección      | Pts | PJ | PG | PE | PP | GF | GC | Dif |
| -------------- | --- | -- | -- | -- | -- | -- | -- | --- |
| Uruguay        | 9   | 3  | 3  | 0  | 0  | 9  | 1  | +8  |
| Panamá         | 6   | 3  | 2  | 0  | 1  | 6  | 5  | +1  |
| Estados Unidos | 3   | 3  | 1  | 0  | 2  | 3  | 3  | 0   |
| Bolivia        | 0   | 3  | 0  | 0  | 3  | 1  | 10 | –9  |

|  | Clasificados a los cuartos de final. |

#### Uruguay vs. Panamá
| Jornada 1; 23 de junio | Uruguay                                  | 3:1 (1:0) | Panamá        | Hard Rock Stadium, Miami Gardens                                           |                                                                            |
| 21:00 (UTC-4)          | - M. Araújo 16' - Núñez 85' - Viña 90+1' | Reporte   | Murillo 90+4' | Asistencia: 33 425 espectadores Árbitro(s): Piero Maza VAR: Mauro Vigliano | Asistencia: 33 425 espectadores Árbitro(s): Piero Maza VAR: Mauro Vigliano |

| 1          | Guardameta     | Sergio Rochet          |     |
| 8          | Defensa        | Nahitan Nández         |     |
| 4          | Defensa        | Ronald Araújo          | 46' |
| 16         | Defensa        | Mathías Olivera        | 60' |
| 17         | Defensa        | Matías Viña            |     |
| 15         | Centrocampista | Federico Valverde      | 85' |
| 5          | Centrocampista | Manuel Ugarte          |     |
| 10         | Centrocampista | Giorgian de Arrascaeta | 60' |
| 11         | Delantero      | Facundo Pellistri      |     |
| 19         | Delantero      | Darwin Núñez           |     |
| 20         | Delantero      | Maximiliano Araújo     |     |
| Entrenador | Entrenador     | Marcelo Bielsa         |     |

| 22         | Guardameta     | Orlando Mosquera       |     |
| 23         | Defensa        | Michael Murillo        |     |
| 24         | Defensa        | Edgardo Fariña         |     |
| 3          | Defensa        | José Córdoba           |     |
| 25         | Defensa        | Roderick Miller        |     |
| 15         | Defensa        | Eric Davis             |     |
| 7          | Centrocampista | José Luis Rodríguez    | 84' |
| 6          | Centrocampista | Cristian Martínez      | 65' |
| 8          | Centrocampista | Adalberto Carrasquilla | 89' |
| 10         | Centrocampista | Édgar Bárcenas         | 89' |
| 17         | Delantero      | José Fajardo           | 84' |
| Entrenador | Entrenador     | Thomas Christiansen    |     |

| 2 | Defensa        | José María Giménez | 46' |
| 7 | Centrocampista | Nicolás de la Cruz | 60' |
| 3 | Defensa        | Sebastián Cáceres  | 60' |
| 6 | Centrocampista | Rodrigo Bentancur  | 85' |

| 14 | Centrocampista | Jovani Welch     | 65' |
| 9  | Delantero      | Eduardo Guerrero | 84' |
| 13 | Centrocampista | Freddy Góndola   | 84' |
| 5  | Centrocampista | Abdiel Ayarza    | 89' |
| 26 | Centrocampista | Kahiser Lenis    | 89' |

| Anotado | 16'   | Maximiliano Araújo | 1–0 |
| Anotado | 85'   | Darwin Núñez       | 2–0 |
| Anotado | 90+1' | Matías Viña        | 3–0 |

| Anotado | 90+4' | Michael Murillo | 3–1 |

| Amonestado | 68' | Jovani Welch |

| Árbitro             | Piero Maza      |
| Árbitros asistentes | Claudio Urrutia |
| Árbitros asistentes | Miguel Rocha    |
| Cuarto árbitro      | Juan Benítez    |
| Quinto árbitro      | Eduardo Cardozo |
| VAR                 | Mauro Vigliano  |
| Adicional VAR       | Héctor Paletta  |
| Asesor de árbitros  | Olga Miranda    |
| Quality Mánager     | Patricio Polic  |

| 1          | Guardameta     | Sergio Rochet          |     |
| 8          | Defensa        | Nahitan Nández         |     |
| 4          | Defensa        | Ronald Araújo          | 46' |
| 16         | Defensa        | Mathías Olivera        | 60' |
| 17         | Defensa        | Matías Viña            |     |
| 15         | Centrocampista | Federico Valverde      | 85' |
| 5          | Centrocampista | Manuel Ugarte          |     |
| 10         | Centrocampista | Giorgian de Arrascaeta | 60' |
| 11         | Delantero      | Facundo Pellistri      |     |
| 19         | Delantero      | Darwin Núñez           |     |
| 20         | Delantero      | Maximiliano Araújo     |     |
| Entrenador | Entrenador     | Marcelo Bielsa         |     |

| 22         | Guardameta     | Orlando Mosquera       |     |
| 23         | Defensa        | Michael Murillo        |     |
| 24         | Defensa        | Edgardo Fariña         |     |
| 3          | Defensa        | José Córdoba           |     |
| 25         | Defensa        | Roderick Miller        |     |
| 15         | Defensa        | Eric Davis             |     |
| 7          | Centrocampista | José Luis Rodríguez    | 84' |
| 6          | Centrocampista | Cristian Martínez      | 65' |
| 8          | Centrocampista | Adalberto Carrasquilla | 89' |
| 10         | Centrocampista | Édgar Bárcenas         | 89' |
| 17         | Delantero      | José Fajardo           | 84' |
| Entrenador | Entrenador     | Thomas Christiansen    |     |

| 2 | Defensa        | José María Giménez | 46' |
| 7 | Centrocampista | Nicolás de la Cruz | 60' |
| 3 | Defensa        | Sebastián Cáceres  | 60' |
| 6 | Centrocampista | Rodrigo Bentancur  | 85' |

| 14 | Centrocampista | Jovani Welch     | 65' |
| 9  | Delantero      | Eduardo Guerrero | 84' |
| 13 | Centrocampista | Freddy Góndola   | 84' |
| 5  | Centrocampista | Abdiel Ayarza    | 89' |
| 26 | Centrocampista | Kahiser Lenis    | 89' |

| Anotado | 16'   | Maximiliano Araújo | 1–0 |
| Anotado | 85'   | Darwin Núñez       | 2–0 |
| Anotado | 90+1' | Matías Viña        | 3–0 |

| Anotado | 90+4' | Michael Murillo | 3–1 |

| Amonestado | 68' | Jovani Welch |

| Árbitro             | Piero Maza      |
| Árbitros asistentes | Claudio Urrutia |
| Árbitros asistentes | Miguel Rocha    |
| Cuarto árbitro      | Juan Benítez    |
| Quinto árbitro      | Eduardo Cardozo |
| VAR                 | Mauro Vigliano  |
| Adicional VAR       | Héctor Paletta  |
| Asesor de árbitros  | Olga Miranda    |
| Quality Mánager     | Patricio Polic  |

| Estadísticas      | Bandera de Uruguay | Bandera de Panamá |
| Tiros             | 20                 | 10                |
| Tiros a puerta    | 7                  | 3                 |
| Faltas            | 12                 | 9                 |
| Saques de esquina | 9                  | 3                 |
| Penaltis          | 0                  | 0                 |
| Fueras de juego   | 3                  | 1                 |
| Posesión de balón | 55%                | 45%               |

#### Panamá vs. Estados Unidos
| Jornada 2; 27 de junio | Panamá                       | 2:1 (1:1) | Estados Unidos | Mercedes-Benz Stadium, Atlanta                                              |                                                                             |
| 18:00 (UTC-4)          | - Blackman 26' - Fajardo 83' | Reporte   | Balogun 22'    | Asistencia: 59 145 espectadores Árbitro(s): Iván Barton VAR: Tatiana Guzmán | Asistencia: 59 145 espectadores Árbitro(s): Iván Barton VAR: Tatiana Guzmán |

| 22         | Guardameta     | Orlando Mosquera       |     |
| 23         | Defensa        | Michael Murillo        |     |
| 24         | Defensa        | Edgardo Fariña         |     |
| 3          | Defensa        | José Córdoba           |     |
| 25         | Defensa        | Roderick Miller        |     |
| 15         | Defensa        | Eric Davis             |     |
| 2          | Centrocampista | César Blackman         | 60' |
| 6          | Centrocampista | Cristian Martínez      | 76' |
| 8          | Centrocampista | Adalberto Carrasquilla |     |
| 10         | Centrocampista | Édgar Bárcenas         |     |
| 9          | Delantero      | Eduardo Guerrero       | 46' |
| Entrenador | Entrenador     | Thomas Christiansen    |     |

| 1          | Guardameta     | Matt Turner       | 46' |
| 22         | Defensa        | Joe Scally        |     |
| 3          | Defensa        | Chris Richards    |     |
| 13         | Defensa        | Tim Ream          | 86' |
| 5          | Defensa        | Antonee Robinson  |     |
| 8          | Centrocampista | Weston McKennie   |     |
| 4          | Centrocampista | Tyler Adams       | 46' |
| 7          | Centrocampista | Giovanni Reyna    | 46' |
| 21         | Delantero      | Timothy Weah      |     |
| 20         | Delantero      | Folarin Balogun   | 72' |
| 10         | Delantero      | Christian Pulisic |     |
| Entrenador | Entrenador     | Gregg Berhalter   |     |

| 17 | Delantero      | José Fajardo   | 46' |
| 13 | Centrocampista | Freddy Góndola | 60' |
| 5  | Centrocampista | Abdiel Ayarza  | 76' |

| 18 | Guardameta     | Ethan Horvath          | 46' |
| 2  | Defensa        | Cameron Carter-Vickers | 46' |
| 15 | Centrocampista | Johnny Cardoso         | 46' |
| 9  | Delantero      | Ricardo Pepi           | 72' |
| 26 | Delantero      | Josh Sargent           | 86' |

| Anotado | 26' | César Blackman | 1–1 |
| Anotado | 83' | José Fajardo   | 2–1 |

| Anotado | 22' | Folarin Balogun | 0–1 |

| Amonestado | 45'   | Eduardo Guerrero |
| Amonestado | 90+2' | Edgardo Fariña   |
| Amonestado | 90+3' | Freddy Góndola   |

| Amonestado | 33' | Antonee Robinson |
| Amonestado | 89' | Chris Richards   |

| Expulsado | 88' | Adalberto Carrasquilla |

| Expulsado | 18' | Timothy Weah |

| Árbitro             | Iván Barton       |
| Árbitros asistentes | David Morán       |
| Árbitros asistentes | Henri Pupiro      |
| Cuarto árbitro      | Kevin Ortega      |
| Quinto árbitro      | Stephen Atoche    |
| VAR                 | Tatiana Guzmán    |
| Adicional VAR       | David Rodríguez   |
| Asesor de árbitros  | Peter Prendergast |
| Quality Mánager     | Luis Vera         |

| 22         | Guardameta     | Orlando Mosquera       |     |
| 23         | Defensa        | Michael Murillo        |     |
| 24         | Defensa        | Edgardo Fariña         |     |
| 3          | Defensa        | José Córdoba           |     |
| 25         | Defensa        | Roderick Miller        |     |
| 15         | Defensa        | Eric Davis             |     |
| 2          | Centrocampista | César Blackman         | 60' |
| 6          | Centrocampista | Cristian Martínez      | 76' |
| 8          | Centrocampista | Adalberto Carrasquilla |     |
| 10         | Centrocampista | Édgar Bárcenas         |     |
| 9          | Delantero      | Eduardo Guerrero       | 46' |
| Entrenador | Entrenador     | Thomas Christiansen    |     |

| 1          | Guardameta     | Matt Turner       | 46' |
| 22         | Defensa        | Joe Scally        |     |
| 3          | Defensa        | Chris Richards    |     |
| 13         | Defensa        | Tim Ream          | 86' |
| 5          | Defensa        | Antonee Robinson  |     |
| 8          | Centrocampista | Weston McKennie   |     |
| 4          | Centrocampista | Tyler Adams       | 46' |
| 7          | Centrocampista | Giovanni Reyna    | 46' |
| 21         | Delantero      | Timothy Weah      |     |
| 20         | Delantero      | Folarin Balogun   | 72' |
| 10         | Delantero      | Christian Pulisic |     |
| Entrenador | Entrenador     | Gregg Berhalter   |     |

| 17 | Delantero      | José Fajardo   | 46' |
| 13 | Centrocampista | Freddy Góndola | 60' |
| 5  | Centrocampista | Abdiel Ayarza  | 76' |

| 18 | Guardameta     | Ethan Horvath          | 46' |
| 2  | Defensa        | Cameron Carter-Vickers | 46' |
| 15 | Centrocampista | Johnny Cardoso         | 46' |
| 9  | Delantero      | Ricardo Pepi           | 72' |
| 26 | Delantero      | Josh Sargent           | 86' |

| Anotado | 26' | César Blackman | 1–1 |
| Anotado | 83' | José Fajardo   | 2–1 |

| Anotado | 22' | Folarin Balogun | 0–1 |

| Amonestado | 45'   | Eduardo Guerrero |
| Amonestado | 90+2' | Edgardo Fariña   |
| Amonestado | 90+3' | Freddy Góndola   |

| Amonestado | 33' | Antonee Robinson |
| Amonestado | 89' | Chris Richards   |

| Expulsado | 88' | Adalberto Carrasquilla |

| Expulsado | 18' | Timothy Weah |

| Árbitro             | Iván Barton       |
| Árbitros asistentes | David Morán       |
| Árbitros asistentes | Henri Pupiro      |
| Cuarto árbitro      | Kevin Ortega      |
| Quinto árbitro      | Stephen Atoche    |
| VAR                 | Tatiana Guzmán    |
| Adicional VAR       | David Rodríguez   |
| Asesor de árbitros  | Peter Prendergast |
| Quality Mánager     | Luis Vera         |

| Estadísticas      | Bandera de Panamá | Bandera de Estados Unidos |
| Tiros             | 13                | 6                         |
| Tiros a puerta    | 4                 | 3                         |
| Faltas            | 19                | 4                         |
| Saques de esquina | 3                 | 0                         |
| Penaltis          | 0                 | 0                         |
| Fueras de juego   | 2                 | 3                         |
| Posesión de balón | 74%               | 26%                       |

#### Bolivia vs. Panamá
| Jornada 3; 1 de julio | Bolivia     | 1:3 (0:1) | Panamá                                     | Exploria Stadium, Orlando                                                           |                                                                                     |
| 21:00 (UTC-4)         | Miranda 69' | Reporte   | - Fajardo 22' - Guerrero 79' - Yanis 90+1' | Asistencia: 16 129 espectadores Árbitro(s): Edina Alves Batista VAR: Rodolpho Toski | Asistencia: 16 129 espectadores Árbitro(s): Edina Alves Batista VAR: Rodolpho Toski |

| 23         | Guardameta     | Guillermo Viscarra |     |
| 22         | Defensa        | Héctor Cuellar     |     |
| 4          | Defensa        | Luis Haquín        |     |
| 24         | Defensa        | Marcelo Suárez     |     |
| 25         | Centrocampista | Yomar Rocha        | 63' |
| 16         | Centrocampista | Boris Céspedes     | 63' |
| 15         | Centrocampista | Gabriel Villamíl   | 63' |
| 21         | Centrocampista | José Sagredo       |     |
| 7          | Centrocampista | Miguel Terceros    | 81' |
| 10         | Centrocampista | Ramiro Vaca        | 81' |
| 11         | Delantero      | Carmelo Algarañaz  |     |
| Entrenador | Entrenador     | Antônio Zago       |     |

| 22         | Guardameta     | Orlando Mosquera    |     |
| 23         | Defensa        | Michael Murillo     | 46' |
| 24         | Defensa        | Edgardo Fariña      |     |
| 3          | Defensa        | José Córdoba        |     |
| 16         | Defensa        | Carlos Harvey       | 74' |
| 15         | Defensa        | Eric Davis          |     |
| 2          | Centrocampista | César Blackman      |     |
| 6          | Centrocampista | Cristian Martínez   | 74' |
| 14         | Centrocampista | Jovani Welch        | 90' |
| 10         | Centrocampista | Édgar Bárcenas      |     |
| 17         | Delantero      | José Fajardo        | 85' |
| Entrenador | Entrenador     | Thomas Christiansen |     |

| 6  | Centrocampista | Leonel Justiniano | 63' |
| 19 | Delantero      | Bruno Miranda     | 63' |
| 26 | Centrocampista | Adalid Terrazas   | 63' |
| 13 | Delantero      | Lucas Chávez      | 81' |
| 20 | Centrocampista | Fernando Saucedo  | 81' |

| 26 | Centrocampista | Kahiser Lenis    | 46' |
| 5  | Centrocampista | Abdiel Ayarza    | 74' |
| 9  | Delantero      | Eduardo Guerrero | 74' |
| 13 | Centrocampista | Freddy Góndola   | 85' |
| 21 | Centrocampista | César Yanis      | 90' |

| Anotado | 69' | Bruno Miranda | 1–1 |

| Anotado | 22'   | José Fajardo     | 0–1 |
| Anotado | 79'   | Eduardo Guerrero | 1–2 |
| Anotado | 90+1' | César Yanis      | 1–3 |

| Amonestado | 21' | Gabriel Villamíl |
| Amonestado | 86' | Adalid Terrazas  |

| Amonestado | 42' | Michael Murillo |

| Árbitro             | Edina Alves Batista |
| Árbitros asistentes | Neuza Back          |
| Árbitros asistentes | Mary Blanco         |
| Cuarto árbitro      | Raphael Claus       |
| Quinto árbitro      | Bruno Boschilia     |
| VAR                 | Rodolpho Toski      |
| Adicional VAR       | Joel Alarcón        |
| Asesor de árbitros  | Olga Miranda        |
| Quality Mánager     | Emerson de Carvalho |

| 23         | Guardameta     | Guillermo Viscarra |     |
| 22         | Defensa        | Héctor Cuellar     |     |
| 4          | Defensa        | Luis Haquín        |     |
| 24         | Defensa        | Marcelo Suárez     |     |
| 25         | Centrocampista | Yomar Rocha        | 63' |
| 16         | Centrocampista | Boris Céspedes     | 63' |
| 15         | Centrocampista | Gabriel Villamíl   | 63' |
| 21         | Centrocampista | José Sagredo       |     |
| 7          | Centrocampista | Miguel Terceros    | 81' |
| 10         | Centrocampista | Ramiro Vaca        | 81' |
| 11         | Delantero      | Carmelo Algarañaz  |     |
| Entrenador | Entrenador     | Antônio Zago       |     |

| 22         | Guardameta     | Orlando Mosquera    |     |
| 23         | Defensa        | Michael Murillo     | 46' |
| 24         | Defensa        | Edgardo Fariña      |     |
| 3          | Defensa        | José Córdoba        |     |
| 16         | Defensa        | Carlos Harvey       | 74' |
| 15         | Defensa        | Eric Davis          |     |
| 2          | Centrocampista | César Blackman      |     |
| 6          | Centrocampista | Cristian Martínez   | 74' |
| 14         | Centrocampista | Jovani Welch        | 90' |
| 10         | Centrocampista | Édgar Bárcenas      |     |
| 17         | Delantero      | José Fajardo        | 85' |
| Entrenador | Entrenador     | Thomas Christiansen |     |

| 6  | Centrocampista | Leonel Justiniano | 63' |
| 19 | Delantero      | Bruno Miranda     | 63' |
| 26 | Centrocampista | Adalid Terrazas   | 63' |
| 13 | Delantero      | Lucas Chávez      | 81' |
| 20 | Centrocampista | Fernando Saucedo  | 81' |

| 26 | Centrocampista | Kahiser Lenis    | 46' |
| 5  | Centrocampista | Abdiel Ayarza    | 74' |
| 9  | Delantero      | Eduardo Guerrero | 74' |
| 13 | Centrocampista | Freddy Góndola   | 85' |
| 21 | Centrocampista | César Yanis      | 90' |

| Anotado | 69' | Bruno Miranda | 1–1 |

| Anotado | 22'   | José Fajardo     | 0–1 |
| Anotado | 79'   | Eduardo Guerrero | 1–2 |
| Anotado | 90+1' | César Yanis      | 1–3 |

| Amonestado | 21' | Gabriel Villamíl |
| Amonestado | 86' | Adalid Terrazas  |

| Amonestado | 42' | Michael Murillo |

| Árbitro             | Edina Alves Batista |
| Árbitros asistentes | Neuza Back          |
| Árbitros asistentes | Mary Blanco         |
| Cuarto árbitro      | Raphael Claus       |
| Quinto árbitro      | Bruno Boschilia     |
| VAR                 | Rodolpho Toski      |
| Adicional VAR       | Joel Alarcón        |
| Asesor de árbitros  | Olga Miranda        |
| Quality Mánager     | Emerson de Carvalho |

| Estadísticas      | Bandera de Bolivia | Bandera de Panamá |
| Tiros             | 7                  | 13                |
| Tiros a puerta    | 4                  | 6                 |
| Faltas            | 17                 | 8                 |
| Saques de esquina | 2                  | 1                 |
| Penaltis          | 0                  | 0                 |
| Fueras de juego   | 4                  | 0                 |
| Posesión de balón | 52%                | 48%               |

### Cuartos de final

#### Colombia vs. Panamá
| 6 de julio    | Colombia                                                                       | 5:0 (3:0) | Panamá | State Farm Stadium, Glendale                                                     |                                                                                  |
| 15:00 (UTC-7) | - Córdoba 8' - Rodríguez 15' (pen.) - Díaz 41' - Ríos 70' - Borja 90+4' (pen.) | Reporte   |        | Asistencia: 39 740 espectadores Árbitro(s): Maurizio Mariani VAR: Marco Di Bello | Asistencia: 39 740 espectadores Árbitro(s): Maurizio Mariani VAR: Marco Di Bello |

| 12         | Guardameta     | Camilo Vargas    |     |
| 21         | Defensa        | Daniel Muñoz     | 73' |
| 23         | Defensa        | Dávinson Sánchez |     |
| 2          | Defensa        | Carlos Cuesta    |     |
| 17         | Defensa        | Johan Mojica     |     |
| 6          | Centrocampista | Richard Ríos     |     |
| 15         | Centrocampista | Mateus Uribe     |     |
| 11         | Centrocampista | Jhon Arias       | 66' |
| 10         | Delantero      | James Rodríguez  | 73' |
| 24         | Delantero      | Jhon Córdoba     | 79' |
| 7          | Delantero      | Luis Díaz        | 65' |
| Entrenador | Entrenador     | Néstor Lorenzo   |     |

| 22         | Guardameta     | Orlando Mosquera    |     |
| 23         | Defensa        | Michael Murillo     |     |
| 24         | Defensa        | Edgardo Fariña      |     |
| 3          | Defensa        | José Córdoba        |     |
| 25         | Defensa        | Roderick Miller     | 46' |
| 15         | Defensa        | Eric Davis          | 83' |
| 2          | Centrocampista | César Blackman      | 46' |
| 6          | Centrocampista | Cristian Martínez   | 62' |
| 14         | Centrocampista | Jovani Welch        |     |
| 10         | Centrocampista | Édgar Bárcenas      |     |
| 17         | Delantero      | José Fajardo        | 85' |
| Entrenador | Entrenador     | Thomas Christiansen |     |

| 18 | Delantero      | Luis Sinisterra        | 65' |
| 8  | Centrocampista | Jorge Carrascal        | 66' |
| 4  | Defensa        | Santiago Arias         | 73' |
| 20 | Centrocampista | Juan Fernando Quintero | 73' |
| 9  | Delantero      | Miguel Borja           | 79' |

| 9  | Delantero      | Eduardo Guerrero | 46' |
| 16 | Centrocampista | Carlos Harvey    | 46' |
| 5  | Centrocampista | Abdiel Ayarza    | 62' |
| 18 | Defensa        | Omar Valencia    | 83' |
| 11 | Delantero      | Ismael Díaz      | 85' |

| Anotado         | 8'    | Jhon Córdoba    | 1–0 |
| Anotado · Penal | 15'   | James Rodríguez | 2–0 |
| Anotado         | 41'   | Luis Díaz       | 3–0 |
| Anotado         | 70'   | Richard Ríos    | 4–0 |
| Anotado · Penal | 90+4' | Miguel Borja    | 5–0 |

| Amonestado | 45' | Mateus Uribe |

| Amonestado | 54'   | Jovani Welch   |
| Amonestado | 64'   | Edgardo Fariña |
| Amonestado | 90+2' | José Córdoba   |

| Árbitro             | Maurizio Mariani  |
| Árbitros asistentes | Daniele Bindoni   |
| Árbitros asistentes | Alberto Tegoni    |
| Cuarto árbitro      | Kevin Ortega      |
| Quinto árbitro      | Michael Orué      |
| VAR                 | Marco Di Bello    |
| Adicionales VAR     | Aleandro Di Paolo |
| Adicionales VAR     | Gery Vargas       |
| Asesor de árbitros  | Olga Miranda      |
| Quality Mánager     | Gustavo Rossi     |

| 12         | Guardameta     | Camilo Vargas    |     |
| 21         | Defensa        | Daniel Muñoz     | 73' |
| 23         | Defensa        | Dávinson Sánchez |     |
| 2          | Defensa        | Carlos Cuesta    |     |
| 17         | Defensa        | Johan Mojica     |     |
| 6          | Centrocampista | Richard Ríos     |     |
| 15         | Centrocampista | Mateus Uribe     |     |
| 11         | Centrocampista | Jhon Arias       | 66' |
| 10         | Delantero      | James Rodríguez  | 73' |
| 24         | Delantero      | Jhon Córdoba     | 79' |
| 7          | Delantero      | Luis Díaz        | 65' |
| Entrenador | Entrenador     | Néstor Lorenzo   |     |

| 22         | Guardameta     | Orlando Mosquera    |     |
| 23         | Defensa        | Michael Murillo     |     |
| 24         | Defensa        | Edgardo Fariña      |     |
| 3          | Defensa        | José Córdoba        |     |
| 25         | Defensa        | Roderick Miller     | 46' |
| 15         | Defensa        | Eric Davis          | 83' |
| 2          | Centrocampista | César Blackman      | 46' |
| 6          | Centrocampista | Cristian Martínez   | 62' |
| 14         | Centrocampista | Jovani Welch        |     |
| 10         | Centrocampista | Édgar Bárcenas      |     |
| 17         | Delantero      | José Fajardo        | 85' |
| Entrenador | Entrenador     | Thomas Christiansen |     |

| 18 | Delantero      | Luis Sinisterra        | 65' |
| 8  | Centrocampista | Jorge Carrascal        | 66' |
| 4  | Defensa        | Santiago Arias         | 73' |
| 20 | Centrocampista | Juan Fernando Quintero | 73' |
| 9  | Delantero      | Miguel Borja           | 79' |

| 9  | Delantero      | Eduardo Guerrero | 46' |
| 16 | Centrocampista | Carlos Harvey    | 46' |
| 5  | Centrocampista | Abdiel Ayarza    | 62' |
| 18 | Defensa        | Omar Valencia    | 83' |
| 11 | Delantero      | Ismael Díaz      | 85' |

| Anotado         | 8'    | Jhon Córdoba    | 1–0 |
| Anotado · Penal | 15'   | James Rodríguez | 2–0 |
| Anotado         | 41'   | Luis Díaz       | 3–0 |
| Anotado         | 70'   | Richard Ríos    | 4–0 |
| Anotado · Penal | 90+4' | Miguel Borja    | 5–0 |

| Amonestado | 45' | Mateus Uribe |

| Amonestado | 54'   | Jovani Welch   |
| Amonestado | 64'   | Edgardo Fariña |
| Amonestado | 90+2' | José Córdoba   |

| Árbitro             | Maurizio Mariani  |
| Árbitros asistentes | Daniele Bindoni   |
| Árbitros asistentes | Alberto Tegoni    |
| Cuarto árbitro      | Kevin Ortega      |
| Quinto árbitro      | Michael Orué      |
| VAR                 | Marco Di Bello    |
| Adicionales VAR     | Aleandro Di Paolo |
| Adicionales VAR     | Gery Vargas       |
| Asesor de árbitros  | Olga Miranda      |
| Quality Mánager     | Gustavo Rossi     |

| Estadísticas      | Bandera de Colombia | Bandera de Panamá |
| Tiros             | 7                   | 14                |
| Tiros a puerta    | 5                   | 3                 |
| Faltas            | 15                  | 20                |
| Saques de esquina | 4                   | 2                 |
| Penaltis          | 2                   | 0                 |
| Fueras de juego   | 2                   | 0                 |
| Posesión de balón | 52%                 | 48%               |

## Estadísticas

### Participación de jugadores
| N.° | Pos        | Jugador          | PJ | Minutos jugados | Goles recibidos | Atajos | Tarjetas amarillas | Doble tarjeta amarilla y roja | Tarjetas rojas |
| --- | ---------- | ---------------- | -- | --------------- | --------------- | ------ | ------------------ | ----------------------------- | -------------- |
| 1   | Guardameta | Luis Mejía       | 0  | 0               | 0               | 0      | 0                  | 0                             | 0              |
| 12  | Guardameta | César Samudio    | 0  | 0               | 0               | 0      | 0                  | 0                             | 0              |
| 22  | Guardameta | Orlando Mosquera | 4  | 360             | 10              | 9      | 0                  | 0                             | 0              |

| N.° | Pos            | Jugador                | PJ | Minutos jugados | Goles | Asistencias | Tarjetas Amarillas | Doble tarjeta amarilla y roja | Tarjetas rojas |
| --- | -------------- | ---------------------- | -- | --------------- | ----- | ----------- | ------------------ | ----------------------------- | -------------- |
| 2   | Defensa        | César Blackman         | 3  | 196             | 1     | 0           | 0                  | 0                             | 0              |
| 3   | Defensa        | José Córdoba           | 4  | 360             | 0     | 0           | 1                  | 0                             | 0              |
| 4   | Defensa        | Eduardo Anderson       | 0  | 0               | 0     | 0           | 0                  | 0                             | 0              |
| 5   | Centrocampista | Abdiel Ayarza          | 4  | 59              | 0     | 1           | 0                  | 0                             | 0              |
| 6   | Centrocampista | Cristian Martínez      | 4  | 277             | 0     | 1           | 0                  | 0                             | 0              |
| 7   | Centrocampista | José Luis Rodríguez    | 1  | 84              | 0     | 0           | 0                  | 0                             | 0              |
| 8   | Centrocampista | Adalberto Carrasquilla | 2  | 177             | 0     | 0           | 0                  | 0                             | 1              |
| 9   | Delantero      | Eduardo Guerrero       | 4  | 112             | 1     | 0           | 1                  | 0                             | 0              |
| 10  | Centrocampista | Édgar Bárcenas         | 4  | 359             | 0     | 0           | 0                  | 0                             | 0              |
| 11  | Delantero      | Ismael Díaz            | 1  | 5               | 0     | 0           | 0                  | 0                             | 0              |
| 13  | Centrocampista | Freddy Góndola         | 3  | 42              | 0     | 1           | 1                  | 0                             | 0              |
| 14  | Centrocampista | Jovani Welch           | 3  | 205             | 0     | 0           | 2                  | 0                             | 0              |
| 15  | Defensa        | Eric Davis             | 4  | 353             | 0     | 1           | 0                  | 0                             | 0              |
| 16  | Centrocampista | Carlos Harvey          | 2  | 118             | 0     | 0           | 0                  | 0                             | 0              |
| 17  | Delantero      | José Fajardo           | 4  | 297             | 2     | 0           | 0                  | 0                             | 0              |
| 18  | Defensa        | Omar Valencia          | 1  | 7               | 0     | 0           | 0                  | 0                             | 0              |
| 19  | Defensa        | Iván Anderson          | 0  | 0               | 0     | 0           | 0                  | 0                             | 0              |
| 21  | Centrocampista | César Yanis            | 1  | 0               | 1     | 0           | 0                  | 0                             | 0              |
| 23  | Defensa        | Michael Murillo        | 4  | 316             | 1     | 0           | 1                  | 0                             | 0              |
| 24  | Defensa        | Edgardo Fariña         | 4  | 360             | 0     | 0           | 2                  | 0                             | 0              |
| 25  | Defensa        | Roderick Miller        | 3  | 226             | 0     | 0           | 0                  | 0                             | 0              |
| 26  | Centrocampista | Kahiser Lenis          | 2  | 45              | 0     | 0           | 0                  | 0                             | 0              |

### Goleadores
| N.°   | Jugador          | Anotado | PJ | Prom. | Jugada | Cabeza | TL | Penal |
| ----- | ---------------- | ------- | -- | ----- | ------ | ------ | -- | ----- |
| 1     | José Fajardo     | 2       | 4  | 0.5   | 2      | 0      | 0  | 0     |
| 2     | César Yanis      | 1       | 1  | 1     | 1      | 0      | 0  | 0     |
| 3     | César Blackman   | 1       | 3  | 0.33  | 1      | 0      | 0  | 0     |
| 4     | Michael Murillo  | 1       | 4  | 0.25  | 1      | 0      | 0  | 0     |
| 4     | Eduardo Guerrero | 1       | 4  | 0.25  | 0      | 1      | 0  | 0     |
| Total | Total            | 6       | 4  | 1.5   | 5      | 1      | 0  | 0     |

### Asistencias
| N.°   | Jugador           | Asistencia | Jugada | Cabeza | TL | SdE |
| ----- | ----------------- | ---------- | ------ | ------ | -- | --- |
| 1     | Freddy Góndola    | 1          | 1      | 0      | 0  | 0   |
| 1     | Abdiel Ayarza     | 1          | 1      | 0      | 0  | 0   |
| 1     | Eric Davis        | 1          | 1      | 0      | 0  | 0   |
| 1     | Cristian Martínez | 1          | 0      | 1      | 0  | 0   |
| Total | Total             | 4          | 3      | 1      | 0  | 0   |

### Sanciones disciplinarias
| N.°   | Jugador                | Amonestado | Otorgado · Expulsado | Expulsado | Sanción                               |
| ----- | ---------------------- | ---------- | -------------------- | --------- | ------------------------------------- |
| 1     | Jovani Welch           | 2          | 0                    | 0         |                                       |
| 1     | Edgardo Fariña         | 2          | 0                    | 0         |                                       |
| 3     | Adalberto Carrasquilla | 0          | 0                    | 1         | Un partido (Fase de grupos - Fecha 3) |
| 4     | Eduardo Guerrero       | 1          | 0                    | 0         |                                       |
| 4     | Freddy Góndola         | 1          | 0                    | 0         |                                       |
| 4     | Michael Murillo        | 1          | 0                    | 0         |                                       |
| 4     | José Córdoba           | 1          | 0                    | 0         |                                       |
| Total | Total                  | 8          | 0                    | 1         |                                       |